# Гайдамащук Володимир Пилипович
Володимир Пилипович Гайдамащук (рум. Vladimir Gaidamaşchuc; нар. 11 червня 1971, Бєльці, МРСР) — радянський та молдовський футболіст, півзахисник, тренер.

## Клубна кар'єра
Вихованець СДЮСШОР (Бєльці). Перші тренери — Д.Міндов, М.Губарьков, А.Мацюра. Кар'єра Володимира Гайдамащук розпочалася в клубі «Заря» з міста Бєльці. У 1988 році він у 17 років дебютував за клуб в гостьовому матчі проти «Витязя» з Вітебська. Всього за 3 роки в «Зорі» Гайдамащук зіграв 51 матч і відзначився одним голом. У 1991 грав у СКА Одеса в 2-ій нижчій лізі. Сезон 1992 року розпочав в молдавському «Буджаку», з яким зайняв третє місце в першому чемпіонаті країни. У квітні 1992 рік провів один матч за український клуб «Нива (Вінниця)», після чого знову був у складі «Буджака», якому в травні 1992 році допоміг виграти Кубок Молдови (в фіналі був переможений «Тилігул» з рахунком 5:0). Напередодні початку сезону 1992/93 років його запросив у «Тилігул» господар команди Григорій Корзун. Але вже з листопада 1992 грав за «Буковину». У квітні 1993 року, провівши останню гру в Україні, повернувся в «Тилігул». Як згадував гравець пізніше, зарплату футболістам команди видавали деякий час контрафактними костюмами «Адідас» - з розрахунку 20 доларів за костюм. Самі ж гравці згодом костюми перепродували за ціною 40 доларів за костюм. У 1998 році Володимира визнали найкращим футболістом Молдови. Після цього у нього були варіанти переходу в російські клуби «Крила Рад», «Уралан» і «Локомотив», але через високі відступні йому довелося залишитися в Молдаові. В результаті його продали в «Шериф». У 2000 році провів сезон в оренді в клубі «Агро». Влітку 2001 року він міг перейти в новоросійський «Чорноморець», але перехід не відбувся. У 2002 перейшов у челябінський «Лукойл». За цей клуб футболіст відіграв два повних сезони у другому дивізіоні. У 2004 році він перейшов у «Зеніт». За три роки він провів 91 гру і забив 4 м'ячі. З 2007 року виступав у чемпіонаті Челябінської області за клуб «Первомайський» з однойменного селища.

## Кар'єра в збірній
20 травня 1992 року дебютував у футболці національної збірної Молдови в нічийному (1:1) товариському матчі проти Литви. Протягом своєї кар'єри в збірній виступав у матчах кваліфікації Євро 1996, Чемпіонату світу 1998, Євро 2000 та Чемпіонату світу 2002 років. Останній матч у національній збірній 6 жовтня 2001 року проти Туреччини (поразка з рахунком 0:3). За збірну Молдови Володимир зіграв 47 матчів і забив 2 м'ячі - збірним Румунії та Північної Ірландії.

## Кар'єра тренера
Починаючи з середини 2011 року — тренер ФК «Челябінськ-МЕТАР».

## Досягнення
- Національний дивізіон Молдови
  -  Срібний призер (5): 1992/93, 1993/94, 1994/95, 1995/96, 1997/98
  -  Бронзовий призер (2): 1996/97, 1998/99

- Кубок Молдови
  -  Володар (5): 1992, 1992/93, 1993/94, 1994/95

## Особисте життя
Одружений, син Сергій.